# Jeanne a skvělý chlapík
Jeanne a skvělý chlapík (v originále Jeanne et le Garçon formidable) je francouzský hraný film z roku 1998, který režírovali Olivier Ducastel a Jacques Martineau podle vlastního scénáře. Snímek měl světovou premiéru na mezinárodním filmovém festivalu v Berlíně v únoru 1998.

## Děj
Jeanne nemá stálý vztah a stále čeká na tu pravou lásku. Jednoho dne potká v metru Oliviera a je to láska na první pohled. Ten jí ale po nějaké době prozradí, že je HIV pozitivní.

## Obsazení
| Virginie Ledoyen | Jeanne           |
| Mathieu Demy     | Olivier          |
| Jacques Bonnaffé | François         |
| Valérie Bonneton | Sophie           |
| Frédéric Gorny   | Jean-Baptiste    |
| Laurent Arcaro   | poslíček         |
| Michel Raskine   | instalatér       |
| Damien Dodane    | Jacques          |
| Denis Podalydès  | Julien           |
| David Saracino   | Rémi             |
| Nelly Borgeaud   | matka Jeanne     |
| René Morard      | otec Jeanne      |
| Jean-Marc Roulot | Olivierův přítel |

## Ocenění
- César: nominace v kategoriích nejlepší filmový debut (Olivier Ducastel a Jacques Martineau) a nejlepší filmová hudba (Philippe Miller)